# Отешо
Отешо (фр. Autechaux) насеље је и општина у источној Француској у региону Франш-Конте, у департману Ду која припада префектури Безансон.
По подацима из 2011. године у општини је живело 397 становника, а густина насељености је износила 60,24 становника/km². Општина се простире на површини од 6,59 km². Налази се на средњој надморској висини од 430 метара (максималној 505 m, а минималној 409 m).

## Демографија
| 1962. | 1968. | 1975. | 1982. | 1990. | 1999. | 2011. |
| ----- | ----- | ----- | ----- | ----- | ----- | ----- |
| 126   | 136   | 170   | 204   | 255   | 265   | 397   |

График промене броја становника у току последњих година